# Biblioteca nordica ad Atene
La Biblioteca nordica ad Atene, (in inglese Nordic Library at Athens; in greco Βιβλιοθήκη των Βορείων Χωρών στην Αθήνα?) è una delle diverse biblioteche archeologiche straniere di Atene.

## Storia
La biblioteca è nata nel 1996 da un accordo di cooperazione siglato dai quattro istituti scandinavi di Atene: l'Istituto danese ad Atene, l'Istituto finlandese ad Atene, l'Istituto svedese ad Atene e l'Istituto norvegese ad Atene. Attualmente dispone di circa 40.000 volumi e una collezione in costante aggiornamento di circa 450 periodici.